# Pafawag 10W
10W – typ wagonów węglarek produkowanych w latach 1953–1954 przez wrocławski Pafawag dla Polskich Kolei Państwowych.

## Konstrukcja
W konstrukcji wagonu – podobnie jak w innych produkowanych po II wojnie światowej – przyjęto wiele uproszczeń. W stosunku do poprzedników, wagony 10W wyposażono dodatkowo w układ hamulcowy w systemie Westinghouse'a, z cylindrem 12-calowym, wprowadzono też nowy typ zderzaków tulejowych o długości 620 mm. Korba hamulca ręcznego oraz kurek hamowania nagłego umieszczone zostały w budce hamulcowej, oszalowanej deskami. Z uwagi na większą od poprzedników masę, wagony wyposażone zostały we wzmocnione resory 10-piórowe.
Długość ostoi wagonu w stosunku do poprzednich typów zwiększona została o 700 mm (ze względu na wprowadzenie pomostu i budki hamulcowej).